# Ben Eine

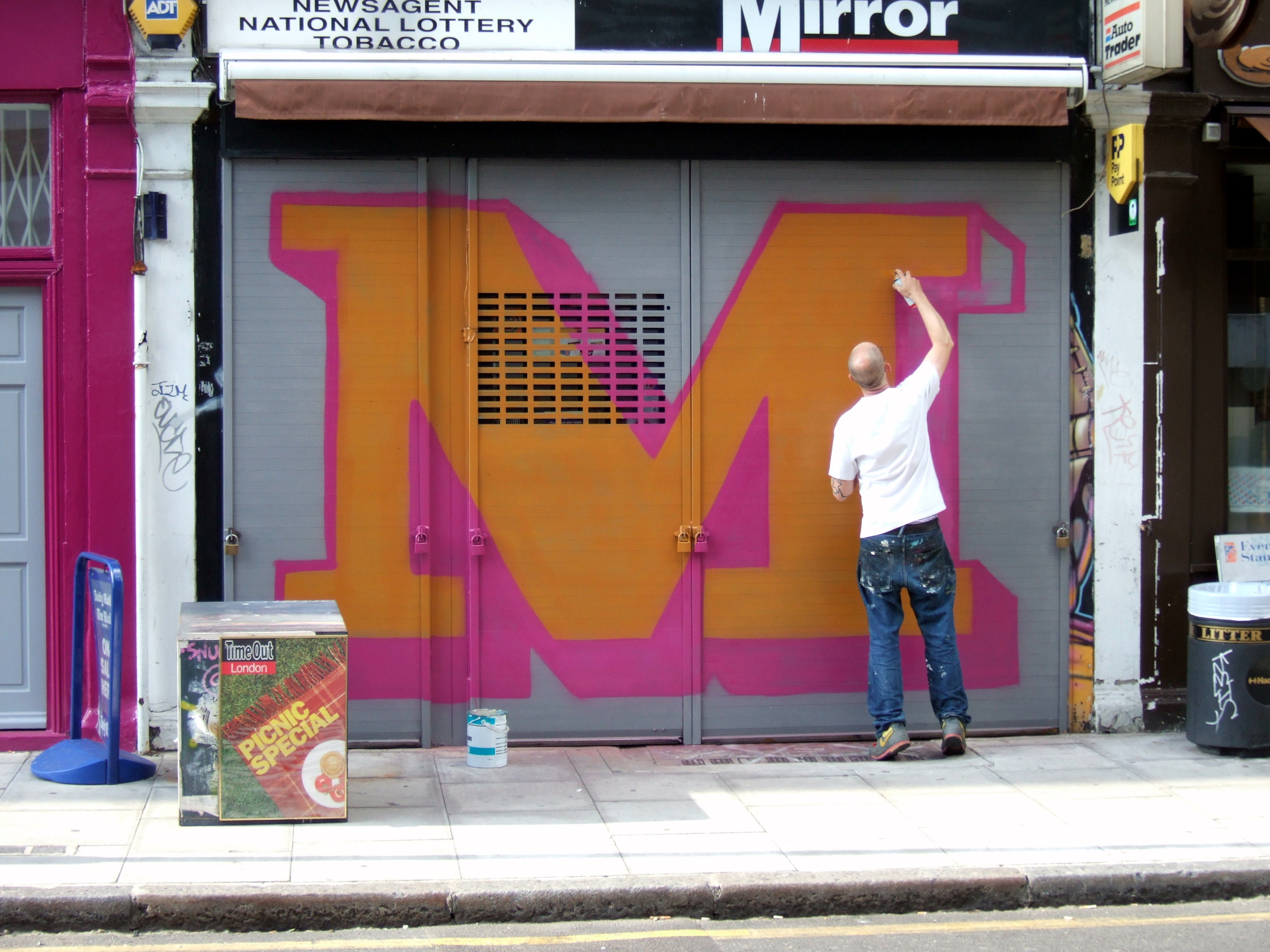
Ben Eine (2007)

Ben Flynn (geb. 23. August 1970), unter dem Künstlernamen Ben Eine bekannt, ist ein englischer Street-Artist und Graffiti-Künstler aus London.

## Wirken
Eine ist vor allem für seine Buchstabenbeschriftung von Geschäften in den Londoner Stadtteilen Shoreditch, Brick Lane und Broadway Market bekannt. Einige dieser Buchstaben wurden zur besseren Auffindbarkeit kartiert. Seine Buchstaben-Werke sind auch in Paris, Stockholm, Gibraltar, Hastings und Newcastle upon Tyne zu finden.

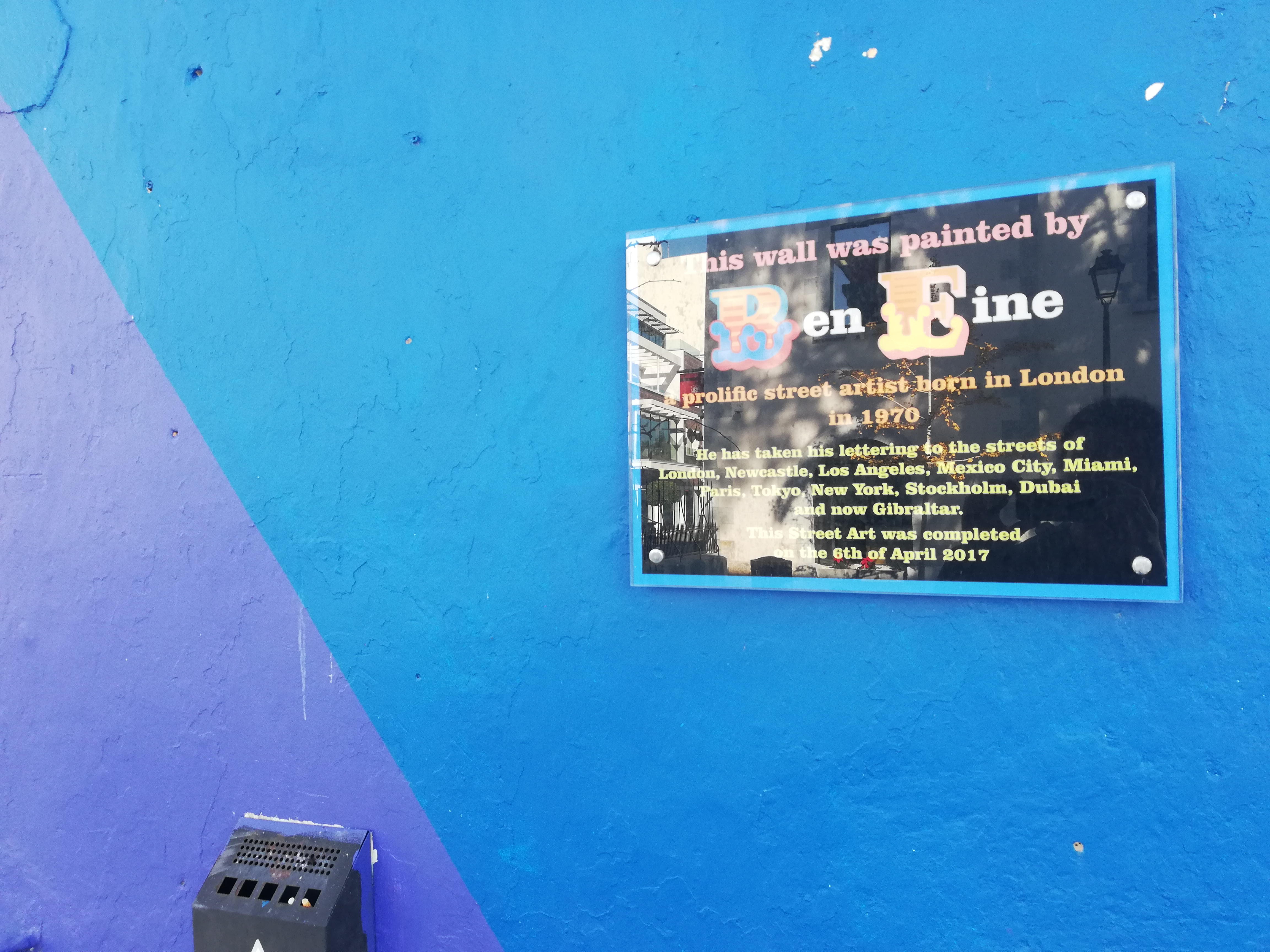
Eine-Buchstaben in Gibraltar, 2017

Bis 2008 produzierte Eine kommerzielle Drucke und Designs im Kundenauftrag. Sein inzwischen abgerissener Workshop befand sich über der Dragon Bar in der Leonard Street in London. Eine stellte eine Reihe von kundenspezifischen Kleidungsdesigns, insbesondere „VANDALS“-Sweatshirts, her. Er experimentierte mit Siebdruckverfahren und Designs und arbeitete für die Siebdruckfirma Pictures On Walls. Eine produzierte viele der handgezogenen Drucke für Künstler, die von Pictures On Walls vertreten wurden, darunter Banksy, Jamie Hewlett, Mode2, Modern Toss und David Shrigley. 2008 verließ Eine Pictures on Walls, um sich als Künstler selbständig zu machen.

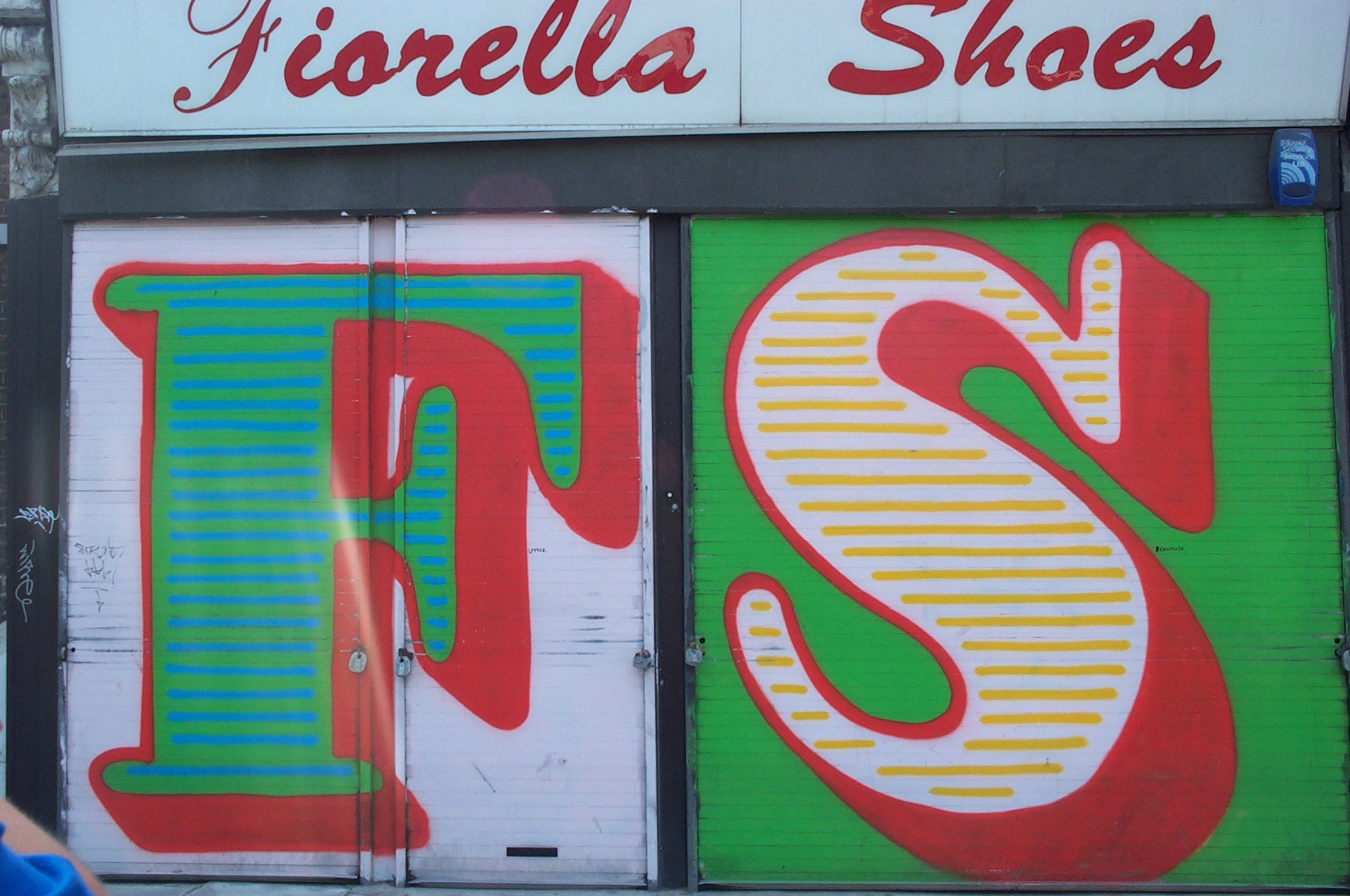
Eine-Buchstaben in der Hackney Road, London

 Eine verbreitete zunächst in East London eigene Aufkleber-Graffiti in Neonfarben mit dem Schriftzug „EINE“. Erste Bekanntheit erreichte er durch eine Zusammenarbeit mit Banksy. Eine führte Banksy in die Graffitiszene ein; Banksy wiederum eine in die kommerzielle Streetart-Kunstzene. Eine benutzt in seinen Arbeiten Typographie. In seiner kommerziellen Arbeit hat er zahlreiche Schriftarten produziert, darunter: shutter, circus, neon, elton, vandalism and wendy.
Im Mai 2010 malte Eine ein komplettes Alphabet auf der Middlesex Street in East London, die von den Bewohnern daraufhin in Alphabet Street umbenannt wurde und von der Times als „eine Straße, die heute international als lebendiges Kunstwerk mit direkten Verbindungen zum Weißen Haus anerkannt ist“, beschrieben wird. Ein Werk von Eine hing eine Zeitlang tatsächlich im Weißen Haus. Im Juli 2010 schenkte der britische Premierminister David Cameron US-Präsident Barack Obama das Gemälde von Eine Twenty First Century City.
2012 veröffentlichte der Typograf Chank Diesel Tenderloin, eine kostenlose Schriftart, die er in Zusammenarbeit mit Eine entwarf. Im Jahr 2013 veröffentlichte die Edition Haus und Galerie Nelly Duff „Tenderloin A–Z“, einen 52-farbigen Siebdruck auf Basis der Schriftart Tenderloin.
Am 7. Juni 2018 war Eine an einer Auseinandersetzung in der Ausstellung von Tamma Abts beteiligt. Eine wurde angewiesen, eine Ausgleichszahlung von 85 Pfund Sterling sowie Verfahrenskosten von 85 Pfund Sterling zu zahlen.

## Rezeption und Ausstellungen
2007 begann die Öffentlichkeit auf Eines Graffiti aufmerksam zu werden. Tower Hamlets Partnership befragte die Bewohner der Brick Lane, wie sie zu Eines Graffiti im öffentlichen Raum stehen und ob diese entfernt werden sollten. Zugleich wurde Eine im Buch Street Renegades: New Underground Art von Francesca Gavin in einem eigenen Kapitel vorgestellt.
Im Januar 2008 wurde Eine in einem Artikel im Londoner Magazin Time Out als einer der sechs besten neuen Street Artists Londons vorgestellt. Er ist ebenfalls in der Dokumentation The Art Of Rebellion 2: World Of Urban Art Activism von Christian Hundertmark und in Sebastian Peiters Dokumentarfilm Guerilla Art zu sehen.
Eines Einzelausstellung (März 2011) in der White Walls Gallery in San Francisco war vor der Eröffnung ausverkauft. Er war auch an der bisher größten Ausstellung für Straßenkunst Art in the Streets im MOCA, Los Angeles (April 2011) beteiligt.
Seine Graffiti-Typografie wurde in Art Belows The Peace Project gezeigt, unter anderem an der Wand der Central Line am Oxford Circus. Eines seiner Stücke, das einfach das Wort Love mit dem Titel Circus Love darstellt, wurde im nach der Art Below auch im Regent’s Park ausgestellt, wo Eine in eine wachsende Liste von Street Artists aufgenommen wurde, die mit Art Below ausgestellt haben, wie Banksy, Inkie, Mike Ballard und Goldie.

## Soziales Engagement
Im Laufe seiner künstlerischen Tätigkeit leistete Eine zahlreiche gemeinnützige Beiträge, unter anderem Spenden an Shelter und War Child Charity aus Erlösen des Verkaufs seiner Werke im Auktionshaus Christie’s.
Seine jüngste Wohltätigkeitskampagne war ein Wandbild, das er Shoreditch schenkte, um die Messerattacken in London zu verurteilen.